# خس و خاشاک
خس و خاشاک واژه‌ای به معنای آشغال و کاه‌ریزه است که پس از سخنرانی محمود احمدی‌نژاد رئیس جمهور سابق ایران در جشن پیروزی خود در انتخابات ریاست جمهوری ۱۳۸۸ ایران به یک اصطلاح سیاسی در اشاره به معترضان به نتایج انتخابات ریاست‌جمهوری تبدیل شد. احمدی‌نژاد در این سخنرانی گفته بود: «در انتخابات ۴۰ میلیون نفر خودشان بازیگر اصلی و تعیین‌کنندهٔ اصلی بودند حالا ۴ تا «خس و خاشاک» در این گوشه‌ها یک کاری می‌کنند…»

## شرح واقعه
محمود احمدی‌نژاد در جریان جشنی که به مناسبت پیروز اعلام شدن وی در انتخابات ریاست جمهوری دهم در میدان ولیعصر تهران یکشنبه ۲۴ خرداد ۱۳۸۸ برگزار شد، گفت: «ملت ایران یکپارچه است، در یک مسابقه فوتبال ۵۰ هزار، ۷۰ هزار تماشاچی می‌روند، آن کسی که تیمش باخته عصبانی است و به هر دری می‌زند. در ایران، در انتخابات ۴۰ میلیون نفر خودشان بازیگر اصلی و تعیین‌کننده اصلی بودند، حالا ۴ تا خس و خاشاک در این گوشه‌ها یک کاری می‌کنند. بدانید که این رودخانه زلال ملت جایی برای خودنمایی آن‌ها نخواهد گذاشت.»
احمدی‌نژاد در همان روز و قبل از جشن پیروزی اش در گفتگو با خبرنگاران دربارهٔ معترضین گفته بود: «این افرادی که آمده‌اند در خیابان‌ها حتی به اندازه شرکت‌کنندگان در یک شعبه اخذ رای نبودند، چرا که شعبه اخذ رای ۵ هزار نفری در تهران داشته‌ایم. حالا ۲–۳ هزار نفر می‌آیند مثل مسابقات فوتبال شلوغ می‌کنند اینکه دلیل نمی‌شود.»
بسیاری این اظهارات را تشبیه معترضان به «خس و خاشاک» و «هواداران تیم بازنده فوتبال» دانستند و یک روز پس از اظهارات احمدی‌نژاد، به دعوت موسوی (و با وجود عدم صدور مجوز از سوی دولت) صدها هزار نفر از معترضان در تهران تظاهرات کردند.

## ادعای تحریف سخنان احمدی‌نژاد
در تاریخ ۲۸ خرداد ۱۳۸۸ دفتر احمدی‌نژاد با انتشار بیانه‌ای اعلام کرد «رئیس‌جمهور حساب اغتشاش‌گران را از ملت بزرگ ایران جدا می‌داند.» خبرگزاری دولت هم نوشت که اظهارات وی را تحریف کرده‌اند. علی خامنه‌ای در مراسم تنفیذ ریاست جمهوری احمدی‌نژاد این تجمع‌ها را کاریکاتور خواند و گفت: «دشمنان در این خیال نباشند که با تقلید مغلوط از حضور عظیم مردم در انقلاب پرشکوه ۱۳۵۷ و در یک کاریکاتور از آن حرکت عظیم، می‌توانند به نظام اسلامی ضربه بزنند، چرا که این نظام مقتدر و ریشه دار با این کارها شکست نخواهد خورد.»
سرتیپ عبدالله عراقی (فرمانده سپاه محمد رسول‌الله که مسئولیت سرکوب معترضان از هفته دوم را بر عهده داشت) تمام فعالیت‌های انتخاباتی هواداران میر حسین موسوی از ابتدای خرداد و پیش از انتخابات را اغتشاش‌گری و آشوب نامید و گفت: «پایه اغتشاشات از روز ۲ خرداد ماه بود که ۱۲ هزار نفر را آشوبگران در مجموعه ۱۲ هزار نفری آزادی جمع کردند…»
در ادامه اعتراضات میرحسین موسوی و محمد خاتمی نیز توسط نماینده ولی فقیه و مدیر مسئول روزنامه کیهان متهم به خیانت و جنایت شده و اعتراضات «پروژه دیکته شده غرب» نامیده شد.

## واکنش‌ها

### آن خس و خاشاک تویی
در پی اظهارات احمدی‌نژاد شعر کوتاهی که سراینده آن نامشخص بود به سرعت میان مردم فراگیر شد و در تظاهرات‌ها و تجمعات معترضان مورد استفاده قرار گرفت. این شعر در رسانه‌های خارج از کشور هم انعکاس یافت ازجمله روزنامه گاردین در مقاله‌ای با عنوان «انقلاب خس و خاشاک» به ترجمه جمله‌ای از آن پرداخته‌است.
| آن خس و خاشاک تویی |  | دشمن این خاک تویی |
| شور منم، نور منم   |  | عاشق رنجور منم    |
| زور تویی، کور تویی |  | هالهٔ بی‌نور تویی   |
| دلیر بی‌باک منم     |  | مالک این خاک منم  |

### واکنش محمدرضا شجریان
محمدرضا شجریان در مصاحبه‌ای با تلویزیون فارسی بی‌بی‌سی در مورد نامه‌اش به ضرغامی که در آن «تقاضا» کرده بود که از پخش آثارش در صدا و سیما خودداری شود، گفت:
در شرایطی که مردم در بهت و حیرت هستند و به گفته آقای احمدی‌نژاد، خس و خاشاک به حرکت درآمده‌اند، صدای من در صدا و سیما جایی ندارد. صدای من صدای خس و خاشاک است و همیشه هم برای خس و خاشاک خواهد بود.

شجریان در مصاحبه خود گفت هربار که صدای خود را از این رسانه می‌شنود احساس شرم می‌کند و بدنش می‌لرزد.

### واکنش میرحسین موسوی
موسوی در شانزدهمین بیانیه خود بعد از دهمین انتخابات ریاست جمهوری و وقایع بعد از آن که به مناسبت شانزدهم آذر روز دانشجو نگارش شده بود، به صورت تلویحی از به‌کاربردن اصطلاح «خس و خاشاک» توسط احمدی‌نژاد انتقاد کرد. موسوی در این بیانیه گفت:
جنبش دانشجویی در تاریخ معاصر ما همواره حاوی گزارش‌هایی از شکل‌گیری جریان‌های عمیق سیاسی و اجتماعی در متن جامعه بوده‌است. این نقشی است که اگر حاکمان با درایت برخورد می‌کردند می‌توانست و می‌تواند برای عبور کم‌هزینه به سمت توسعه و پیشرفت بیشترین بهره‌ها را برساند، اما آنان خشمگینانه این نشانگر ذی‌قیمت را می‌شکنند؛ آنان دوست دارند به خود تسلی دهند که حرکت‌های دانشجویی جز غوغای چند جوان پرسروصدا نیستند که اگر خاموش شوند صورت مسئله از اساس پاک خواهد شد؛ داستانی تکراری از انکار واقعیت‌ها و تلاش برای تولید و تفسیر اطلاعات مطابق میل دولتمردان که تقریباً هیچ عهد تاریخی بدون شمه‌ای از آن پایان نیافته‌است. ان هولاء لشرذمه قلیلون، (گفتند که) اینها گروهی ناچیزند (به قول امروزی‌ها خس و خاشاکی بیش نیستند)، و انهم لنا لغائظون، و آن‌ها ما را به خشم می‌آورند، و انا لجمیع حاذرون، و ما همگی در آماده‌باش به سر می‌بریم، فاخرجناهم من جنات و عیون، پس خداوند آنان را از باغ‌ها و چشمه‌سارها بیرون کرد، و کنوز و مقام کریم، و از گنج‌ها و از جایگاه دلپسند.— میرحسین موسوی

### واکنش مهدی کروبی
مهدی کروبی، یکی از رقیبان اصلاح‌طلب احمدی‌نژاد در این انتخابات و رهبران جنبش سبز در بخشی از سخنان‌اش در دیدار با اعضای سایت‌های خبری حامی خود و جوانان ستادهای انتخاباتی‌اش گفت: «... اکنون دیگر تاریخ مصرف چنین گفتمان‌هایی گذشته‌است و ربط دادن عناوینی همچون اراذل و اوباش، خس و خاشاک و ارتباط با بیگانگان به مردم سخنانی سنجیده نیست.»

### واکنش اصولگرایان
اظهارات احمدی‌نژاد در میان طیف‌های غیر اصلاح‌طلب نیز واکنش منفی برانگیخت و برخی از چهره‌های برجسته اصولگرا اظهارات او را تقبیح کردند.
احمد توکلی از چهره‌های شاخص جناح راست و نماینده مجلس هشتم در مصاحبه با صداوسیما گفت: «باید بپذیریم ۱۴میلیون به آقای احمدی‌نژاد رای نداده‌اند و اینها الان درست یا نادرست سؤال دارند و احساس اهانت می‌کنند، اینها نه خس و خاشاک هستند و نه اراذل و اوباش، بلکه اراذل و اوباش و خس و خاشاک کسانی هستند که به کوی دانشگاه و دانشجویان حمله می‌کنند و آن جنایات را مرتکب می‌شوند.»
حبیب‌الله عسگراولادی، دبیرکل سابق موتلفه اسلامی و دبیرکل جبههٔ پیروان خط امام و رهبری نیز گفت: «هرکس که بگوید سلیقه ما و اطرافیان ما حق‌اند و دیگران باطل و مثل خس و خاشاک به آن‌ها نگاه کنند، در هر مقامی که باشد از بندگی خدا خارج شده‌است.»

### واکنش هنرمندان
هنرمندان و اهالی فرهنگ در ایران در واکنش به این اظهارات احمدی‌نژاد، دو بیانیه منتشر ساختند. در نخستین بیانیه که ۳۵۰ تن از هنرمندان به انتشار آن پرداختند، آمده‌است: «جمعه بیست و دوم خرداد روز با شکوهی بود. همه بودند. آن‌ها که همیشه می‌آمدند و آن‌ها که هرگز نیامده بودند. همه محترم بودند. هیچ‌کس خس نبود، خاشاک نبود.» بیانیه دوم از سوی ۳۰ تن از سرشناس‌ترین سینماگران ایرانی خطاب به دولتمردان ایرانی منتشر شد. در بخشی از این بیانیه در اعتراض به اظهارات احمدی‌نژاد و برخورد خشونت‌آمیز حکومت، چنین نوشته شد: «آیا مردم تا لحظه‌ای که رای دادند شریف و قهرمان و حماسه آفرین بودند و به محض اینکه در نتیجه رای اعلام شده شک کردند آشوب‌گر اوباش و بیگانه پرست و خاشاک‌اند و سزاوار توهین و یورش و خون‌ریزی و قتل؟»
هادی خرسندی نیز در پاسخ به احمدی‌نژاد شعری با این مطلع سرود: 
| کرمی که فقط بر کف این خاک خزیده‌ست |  | البته که غیر از خس و خاشاک ندیده‌ست  |
| ای نخل سرافراز جوان، کرمک مفلوک   |  | بالاتر از این، فکر بلندش نرسیده‌ست   |
| این ملت رزم است که برخاسته هشیار  |  | وان دولت ظلم است که این‌گونه خمیده‌ست |

### سایر واکنش‌ها
- در بیانیه‌ای که تحت عنوان رنج نامه توسط خانواده دستگیرشدگان اعتراضات منتشر شده آمده‌است: «بی شک این هجوم‌ها از طرف اصحاب دروغ و تقلب صورت می‌گیرد که برای تکمیل طرح مزورانه خود به بانک‌ها، ادارات و اموال عمومی حمله می‌کنند و به تخریب آن‌ها دست می‌زنند و دولت با همکاری صدا و سیما کوشش می‌کند که موج سبز مردمی را که ذخیره ارجمندی برای کشور و نظام است، خس و خاشاک و وابسته به بیگانگان جلوه دهد.»[۲۱]
- سید علیرضا بهشتی در تاریخ ۱۳ تیر گفت «مردم از نمایندگانشان انتظار دارند به توکیل نظرات شهروندان بپردازند تا اینکه استقلال و آزادگی مقام نمایندگی را فدای جاه طلبی‌های غیرقانونی گروهی کنند که مردم را خس و خاشاکی بیش نمی‌انگارند.»[۲۲]
- سید هادی خامنه‌ای (برادر علی خامنه‌ای) در تاریخ ۲۶ تیر ضمن انتقاد از اظهارات محمود احمدی‌نژاد گفت: «از کسی که خود را رئیس‌جمهور منتخب می‌داند و قصد دارد مظهر وحدت ملی باشد انتظار می‌رود با ادبیاتی وزین سخن بگوید. اینکه مخالفان را خس و خاشاک بداند و اعتراضات را به اعتراضات پس از یک مسابقه فوتبال تشبیه کند رفتاری غیرمتعارف و به دور از هنجارهای پذیرفته شده اجتماعی است. اگر آقایان مایلند که جامعه را آرام کنند نباید تحریک‌آمیز سخن بگویند. آن هم در شرایطی که برخی شهرهای کشور شاهد اعتراضات مردم به نتایج اعلام شده‌است.»[۲۳]
- فاضل موسوی، عضو کمیسیون اصل نود مجلس هشتم، گفت: «من نمی‌دانم علت چیست و چرا دولت یک سیمای روشن از وضعیت اقتصاد، امنیت، مدنیت، بهداشت، مسکن، فرهنگ، اشتغال، روابط خارجی و… نمی‌دهد، اما مردم را خس و خاشاک می‌نامند، این‌ها از کجا سرچشمه می‌گیرد.»[۲۴]
- زهرا باکری، خواهر علی، محمد و حمید باکری نوشت: «امروز عده‌ای که از گذشتگان عبرت نمی‌گیرند یا قدرت به آن‌ها اجازه نمی‌دهد که به خود آیند، با سوء استفاده از نام اسلام و شهدا با مردم هم وطنشان چه می‌کنند؟ مردمی که تا دیروز که قرار بود برای نمایش قدرت پای صندوقها بیایند انسانهایی باشعور بودند، ولی امروز که خواستار حقشان هستند، خس و خاشاک و مزدور بیگانه شده‌اند.»[۲۵]

## پیشینه
«خس و خاشاک» تعبیر لغتنامه دهخداست از «قماشات دغا» در سخن ناصرخسرو:
مردم نبود صورت مردم حکمااند /
دیگر خس و خارند و قماشات دغااند